# Corner Lunch
Das Corner Lunch ist ein mutmaßlich 1955 gebauter Diner in Worcester im Bundesstaat Massachusetts der Vereinigten Staaten. Es zählt zu den sogenannten „Stainless-Steel-Dinern“, da es zu großen Teilen aus rostfreiem Stahl besteht, und wurde am 15. November 2000 im Rahmen der Multiple Property Submission Diners of Massachusetts MPS in das National Register of Historic Places (NRHP) eingetragen.

## Beschreibung
Das Corner Lunch ist das am besten erhaltene, aus mehreren Sektionen bestehende Diner in Worcester und besitzt unter den Dinern der Stadt die größte Anzahl an Sitzplätzen. Es ist architektonisch wertvoll, da es in den 1950er Jahren von DeRaffele Diners in New Rochelle gebaut und 1968 von der Musi Dining Car Company aus Carteret umgebaut wurde, nachdem es nach Worcester umgesetzt worden war.
Das Diner steht in einem gemischt genutzten Gebiet an einer Straßenecke unmittelbar südlich des Geschäftszentrums von Worcester. Es handelt sich um eine aus mehreren Einzelsektionen bestehende Stahlskelett-Konstruktion, die mit rostfreiem Stahl (englisch stainless steel) verkleidet ist und horizontale sowie vertikale Verzierungen aus grüner Email aufweist. Das Diner verfügt über ein flaches, abgerundetes Walmdach mit einer Brüstung aus kanneliertem Stahl.
Der südliche Bereich des Diners besteht aus zwei Sektionen, die mit Stahl, Glas und Email verkleidet sind. An der Nordseite wurde nur eine Sektion in gleicher Art und Weise hergestellt, während die andere mit Betonteilen vervollständigt wurde. Der heutige Küchenblock bildete ursprünglich den linken Teil des Diners, wurde aber im Zuge des Umbaus 1968 an die Rückseite verlegt und vergrößert. Ein Hauptmerkmal der typischen Stainless-Steel-Diner ist ein überdachter, zentral angeordneter Eingangsbereich. Der davon abweichende seitliche Eingang des Corner Lunch, der ein Flachdach aufweist und auf einem Betonfundament ruht, ist ebenfalls ein Resultat des Umbaus. Es gibt einen zweiten Eingang an der Nordseite des Gebäudes. In die gebördelten Pilastern zwischen den Fenstern sind Regenrohre integriert. Die aus einer Kombination aus kannelierter Email und gebördeltem Stahl bestehenden Ecken sind charakteristisch für die DeRaffele-Diner der 1950er Jahre.
Im Inneren befindet sich eine Theke mit 16 Barhockern, die Stahlfüße sowie eine Rückenlehne aufweisen. Entlang der West- und Südseite befinden sich Sitzplätze mit Tischen. Die Sitzoberflächen der Hocker und Sitzecken sind mit glitzerndem Gold-PVC bezogen. Dunkelgrüne Terrazzo-Fliesen an der Theke sowie die Fußstangen sind im Original erhalten. Der Terrazzo-Boden weist die Farben Lachsrosa, Gelbbraun und Dunkelgrün auf. Das Monitor-Dach ist mit gelb- und lachsrosafarbener Email verkleidet. Die Wände unterhalb der Fenster und die Tische bestehen aus grünem Laminat.

## Historische Bedeutung
Das Corner Lunch ist eines der letzten fünf Diner in Massachusetts, die von DeRaffele Diners gebaut wurden. Es stand ursprünglich auf Long Island in New York, wurde jedoch 1968 von der Musi Dining Car Company gekauft, nach Worcester umgesetzt und neu zusammengebaut. Es ist das einzige Diner von DeRaffele Diners, das in Worcester noch in Betrieb ist, und zugleich das einzige noch bestehende Exemplar der Arbeiten der Musi Dining Car Company in ganz Neuengland.
Anfang der 1950er Jahre betrieb Wilfrid J. Bourassa an der Position des heutigen Diners das Imbisslokal Corner Spa. 1956 ist der Betrieb als Corner Lunch mit dem Betreiber Demetrios Efstathiou in den städtischen Aufzeichnungen eingetragen, die es als eins von rund 260 Restaurants, Imbissstuben u. ä. in Worcester auflisten. 1968 übernahm Efstathiou den aus New York umgesetzten neuen Diner, behielt aber den Namen bei. Für den Aufbau des Diners musste ein benachbartes Haus abgerissen werden, um hinreichend Platz zu schaffen. Da dieser immer noch nicht ausreichte, um den Diner in seiner ursprünglichen Konfiguration aufzustellen, wurde er umgebaut und bspw. die Küche auf die Rückseite verlegt.
Das Corner Lunch verfügt heute über die größte Anzahl von Sitzplätzen der Diner der Stadt und ist eins von nur drei bekannten Dinern in Worcester, die in Sektionsbauweise errichtet wurden, was im Gegensatz zu einem Restaurantwagen die Konstruktion von großen Dinern ermöglichte. Die im Inneren angestrebte Restaurant-Atmosphäre spiegelt den in den 1950er Jahren beginnenden Trend wider, sich insbesondere Familien zuzuwenden und sich im Wettbewerb zu den aufstrebenden Fastfood-Ketten zu behaupten.